# Plectris densaticollis
Plectris densaticollis är en skalbaggsart som beskrevs av Frey 1967. Plectris densaticollis ingår i släktet Plectris och familjen Melolonthidae. Inga underarter finns listade i Catalogue of Life.